# Ковылек
Ковылек — река в России, протекает по территории Лабинского района Краснодарского края. Устье реки находится в 11 км по правому берегу реки Сладкая Речка. Длина реки — 12 км, площадь водосборного бассейна — 44,4 км².

## Данные водного реестра
По данным государственного водного реестра России относится к Кубанскому бассейновому округу, водохозяйственный участок реки — Лаба от истока до впадения реки Чамлык. Речной бассейн реки — Кубань.
Код объекта в государственном водном реестре — 06020000712108100003533.